# Диллон, Теобальд, 1-й виконт Диллон
Теобальд Диллон, 1-й виконт Диллон (англ. Theobald Dillon, 1st Viscount Dillon; ок. 1530 — 15 марта 1624) — ирландский военачальник и авантюрист.

## Происхождение
Теобальд, вероятно, родился в Баллинакилле, обычном доме его отца и деда. Третий сын Томаса Диллона и его жены Марджери Диллон из Килмора, также называемой Мэри. Его отец был старшим сыном сэра Джеймса Диллона, прозванного Приором, потому что он заботился о нескольких монастырских владениях при роспуске монастырей. Его отцовская линия семьи происходила от лорда Диллона из Драмрани, графство Уэстмит. Мать Теобальда была дочерью Кристофера Диллона из Килмора. Семья его отца, как и семья его матери, была ветвями той же широко распространенной староанглийской семьи, которая происходит от сэра Генри Диллона, который прибыл в Ирландию с принцем Джоном в 1185 году.

## Карьера
В 1559 году Теобальд Диллон командовал независимым отрядом.
В 1582 году Теобальд Диллон был назначен генеральным сборщиком налогов в Коннахте и Томонде. В этот период английского завоевания в Коннахте Диллон был вовлечен в некоторые острые действия с местными землевладельцами. В частности, он убедил различных фригольдеров Костелло из баронства Костелло в восточном графстве Мейо, чтобы сэкономить расходы и обеспечить плавную юридическую передачу, позволить ему передать их земли для них в одном земельном титуле в процессе капитуляции и регранта и переоформить его на свое собственное имя, став законным землевладельцем в этом процессе. Он так и не вернул этот титул на земли местным владельцам, что привело к партизанским действиям Дадли Костелло (или Костелло) против семьи Диллон в 1660-х годах.
Он сражался под началом графа Эссекса в Девятилетней войне (1593—1603) и был посвящен им в рыцари 24 июля 1599 года. Чтобы представить это в перспективе, следует сказать, что Теобальду было уже за шестьдесят, и что Эссекс посвятил в рыцари очень много людей, и его высмеивали, говоря, что «он никогда не обнажал меч, кроме как для того, чтобы посвящать в рыцари».
19 июля 1608 года король Яков I Стюарт выдал ему патент, подтверждающий право владения поместьем и городом Килфогни в графстве Уэстмит, где он затем жил и умер.
16 марта 1622 года король Яков I пожаловал ему титул 1-го виконта Диллона из Костелло-Галлена, закрепив его законный титул. Территориальное обозначение «Костелло-Галлен» относится к баронствам Галлен и Костелло в графстве Мейо.
Лорд Диллон, каким он был теперь, носил титул лорда-президента Коннахта примерно с 1621 года, который он делил с Чарльзом Уилмотом, который носил этот же титул с 1616 по 1644 год.

## Брак и дети
Теобальд Диллон женился на Элеоноре Туите (? — 8 апреля 1638). Пока источники согласны. Однако, по данным источников, она либо вдова, либо дочь Уильяма Туита. У супругов было 19 детей, восемь сыновей и одиннадцать сестер:
- Кристофер (? — 28 февраля 1624), старший сын, женился на старшей дочери Джеймса Диллона, 1-го графа Роскоммона, и стал отцом 2-го виконта и 4-го виконта[17][18]
- Лукас (1579—1656), предок 7-го и последующих виконтов[19]
- Уильям[20]
- Томас[21]
- Эдвард, францисканский монах[22]
- Джордж, также францисканский монах
- Джон, стал офицером в армии и умер неженатым[23]
- Джеймс (ок. 1600 — в или после 1669), младший сын, который стал армейским офицером[24]
- Роза, умерла в детстве[25]
- Маргарет, вышла замуж за Роберта Диллона из Каннестауна, сына Томаса Диллона, брата судьи Лукаса Диллона[26]
- Энн, вышла замуж за Джона, виконта Тааффа, и была матерью Теобальда Тааффа, 1-го графа Карлингфорда[27]
- Кэтрин, вышла замуж за сэра Улика Берка из Глинска, 1-го баронета[28]
- Мэри, вышла замуж за Джеральда Петтита из Маллингара в графстве Уэстмит[29]
- Элизабет, вышла замуж за Томаса Фицджеральда из Ньюкасла в графстве Лонгфорд[30]
- Джейн, вышла замуж за Хью О’Коннора из Каслри[31]
- Элеонора (умерла в 1629 г.), стала монахиней в ордене Бедных Кларисс[32][33]
- Сесили (ок. 1603—1653), первая настоятельница монастыря Бедных Кларисс в Ирландии[34][35]
- Бриджит, умерла незамужней[36]
- Барбара, умерла незамужней.

## Смерть и преемственность
Лорд Диллон умер 15 марта 1624 года в Килфогни в графстве Уэстмит. Говорят, что он умер «в столь преклонном возрасте, что однажды ему посчастливилось увидеть более сотни своих потомков в своем доме Килленфагни». Кристофер, его старший сын, умер 28 февраля примерно на две недели раньше своего отца и, следовательно, так и не стал его преемником. После смерти первого виконта титул перешёл к его внуку Лукасу, старшему сыну Кристофера.